# Pallavolo ai III Giochi panamericani - Torneo femminile
Il II campionato di pallavolo femminile ai Giochi panamericani si è svolto dal 28 agosto al 6 settembre 1959 a Chicago, negli Stati Uniti, durante i III Giochi panamericani. Al torneo hanno partecipato 4 squadre nazionali nordamericane e sudamericane e la vittoria finale è andata per la prima volta al Brasile. Come nell'edizione del 1955, la formula era quella del girone unico all'italiana con doppio confronto tra tutte le 4 squadre partecipanti.

## Squadre partecipanti
| - Brasile - Perù - Porto Rico - Stati Uniti |

## Formazioni

### Classifica
| Pos. | Squadra     | G | V | P | ST/SP | Punti |
| ---- | ----------- | - | - | - | ----- | ----- |
| 1    | Brasile     | 6 | 6 | 0 | 18:1  | 12    |
| 2    | Stati Uniti | 6 | 4 | 2 | 13:7  | 10    |
| 3    | Perù        | 6 | 2 | 4 | 7:13  | 8     |
| 4    | Porto Rico  | 6 | 0 | 6 | 1:18  | 6     |

## Girone unico

### Risultati
29 agosto: Perù - Porto Rico 3: 0 (15: 2, 15: 1, 15: 8); Brasile - Stati Uniti 3: -.
30 agosto: Brasile - Porto Rico 3: 0 (15: 3, 15: 4, 15:10); Stati Uniti - Perù 3: 1.
31 agosto: Stati Uniti - Porto Rico 3: 0 (15: 9, 15: 8, 15, 8); Brasile - Perù 3: 0 (15: 5, 15: 9, 15,11).
1º settembre: Stati Uniti - Perù 3: 0 (15: 3, 15: 3, 15: 5); Brasile - Porto Rico 3: 0 (15: 0, 15: 4, 15: 0).
3 settembre: Stati Uniti - Porto Rico 3: 0 (15: 3, 15: 2, 15: 1).
4 settembre: Brasile - Perù 3: 0 (15: 6, 15: 4, 15:10).
5 settembre: Brasile - Stati Uniti 3: 1 (15: 7, 15:10, 09:15, 15:11).
6 settembre: Perù - Porto Rico 3: 1.

## Classifica finale
| Classifica | Squadre     |
| ---------- | ----------- |
|            | Brasile     |
|            | Stati Uniti |
|            | Perù        |
| 4          | Porto Rico  |